# Danalia hapalocarcini
Danalia hapalocarcini is een pissebed uit de familie Cryptoniscidae. De wetenschappelijke naam van de soort is voor het eerst geldig gepubliceerd in 1955 door Fize.